# Château du Vignau
Le château du Vignau se situe sur la commune du même nom, dans le département français des Landes.

## Présentation
Construit au XVIIe siècle, il appartient à la famille de Monlezun avant de changer plusieurs fois de propriétaires. En 1812, il est vendu à la famille du comte de Dampierre, qui le garde jusqu'au XIXe siècle. Il est ensuite racheté par des Anglais, qui lui rajoutent des ailes de chaque côté.
Aujourd'hui c'est une propriété privée appartenant a la famille Fourquier.